# Кам'янецьке староство
Кам'яне́цьке ста́роство, або Подільське генеральне староство — королівські маєтки, що належали до Кам'янецького замку, в часи, коли Поділля входило до складу Королівства Польського та Речі Посполитої.

## Історія староства
Кам'янецьке генеральне староство — адміністративно-територіяльна одиниця королівських володінь (королівщин) на території Подільського воєводства. Утворене 29 вересня 1442 р. силою привілею короля Владислава III для Теодорика з Бучача, згідно з яким Кам'янецьке староство, в силу свого стратегічного і прикордонного статусу, ставало генеральним (Capitaneatus Podoliae generalis). Подільське генеральне староство створювалося насамперед за прикладами генеральних староств Руського та Великопольського.
Генеза староства походить з останньої третини XIV ст., коли фіксуються перші старости у Кам'янці. Центральним містом був Кам'янець на Поділлі — садиба старости і гродського суду (старостинське судочинство). Королівським намісником — генеральним старостою — від самого початку були найбільш довірені особи короля. Пізніше їх помилково називали подільськими генералами, використовуючи дослівну передачу назви уряду польською мовою (general ziem podolskich). Упродовж 1442–1463 рр. староство знаходилося у заставі у родини Бучацьких (за 3000 гривень). Подільська шляхта для викупу староства (замку і міста Кам'янця) погодилася на спеціальний податок — 2 воли з господарства.
До складу Подільського генерального староства, згідно з цим привілеєм, входили замки у містах: Кам'янець, Летичів, Рів (майбутній Бар), Ялтушків, Хмільник, Скала, Бакота, Меджибіж. Влада старости поширювалася на все Подільське воєводство. Особливістю функціонування П. ген. староства було право від імені короля робити застави королівщин на суму до 50 гривень польської монети, що було пов'язано з потребою осадження на цій території шляхти, котра мала нести службу з охорони кордону; також ставало джерелом наповнення королівського скарбу. Деякі з вищенаведених населених пунктів у першій половині XVI ст. виокремилися в центри староств (Рів (Бар), Хмільник, Скала) зі своїми старостами.
Починаючи з 1564 р., проводилися люстрації староства. Відомі люстрації 1564–1565, 1570, 1613, 1629–1632, 1665 років. У них відображена структура староства та його прибутковість.

## Подільські старости
- Дерслав Влостовський (1435–1437, 1439)[3]